# Jenny Wolf
Jenny Wolf (n. 31 ianuarie 1979, Berlin, RDG) este o sportivă ce a reprezentat Germania, medaliată olimpică. A participat la 4 ediții ale Jocurilor Olimpice (2002, 2006, 2010, 2014) în care a câștigat o medalie de argint.